# Domenic Weinstein
Domenic Weinstein (Villingen-Schwenningen, 27 augustus 1994) is een Duits voormalig wielrenner en baanwielrenner.

## Carrière
In 2016 maakte Weinstein deel uit van de Duitse ploeg die tijdens de Olympische Zomerspelen een vijfde plaats behaalde op de ploegenachtervolging. Bij de Olympische Zomerspelen van 2020 maakte hij eveneens deel uit van het Duitse team dat deelnam aan de ploegenachtervolging en eindigde ditmaal als zesde.
Hij boekte geen professionele overwinningen als wegwielrenner.

## Belangrijkste Resultaten

### Baanwielrennen
| Jaar     | DK                                               | EK                                 | WK            | Overig                                     |
| Junioren | Junioren                                         | Junioren                           | Junioren      | Junioren                                   |
| -------- | ------------------------------------------------ | ---------------------------------- | ------------- | ------------------------------------------ |
| 2011     | koppelkoers · puntenkoers · ploegenachtervolging |                                    | puntenkoers   |                                            |
| 2012     | achtervolging · puntenkoers · koppelkoers        | ploegenachtervolging · koppelkoers |               |                                            |
| Beloften |                                                  |                                    |               |                                            |
| 2014     |                                                  | koppelkoers · ploegenachtervolging |               |                                            |
| Elite    |                                                  |                                    |               |                                            |
| 2013     | teamsprint                                       |                                    |               |                                            |
| 2014     | achtervolging                                    |                                    |               |                                            |
| 2015     | achtervolging · ploegenachtervolging · omnium    | achtervolging                      |               | WB Cali: achtervolging                     |
| 2016     |                                                  |                                    | achtervolging | Olympische Spelen: 5e ploegenachtervolging |
| 2017     | achtervolging · ploegenachtervolging             | achtervolging                      |               |                                            |
| 2018     | achtervolging · ploegenachtervolging · omnium    | achtervolging                      |               |                                            |
| 2019     |                                                  | achtervolging                      | achtervolging | WB Hongkong: Ploegenachtervolging          |
| 2020     |                                                  |                                    |               |                                            |
| 2021     |                                                  |                                    |               |                                            |
| 2022     | achtervolging                                    |                                    |               |                                            |